# Sam Whitelock
Samuel Lawrence Whitelock (12 de octubre de 1988) es un exjugador de rugby neozelandés que jugaba como segunda línea, jugó la mayoría de su carrera en el Crusaders del Super Rugby y Canterbury en la Air New Zealand Cup.
Es el hermano menor de George Whitelock e hijo de un anterior Junior All Black, Braeden Whitelock. Los cuatro chicos Whitelock fueron educados en Feilding. Whitelock fue parte del equipo que ganó el campeonato mundial, el Baby All Blacks en el 2008 IRB Junior World Championship. Jugó 5 partidos, marcando un ensayo contra Argentina.

## Trayectoria deportiva
Whitelock hizo su debut en Air New Zealand Cup en 2008 contra Wellington. Su debut en el Super Rugby fue contra los Highlanders en la temporada del Super 14 2010.
En 2020 decide dar un cambio en su carrera y buscar nuevos retos deportivos y abandona Nueva Zelanda para dar el salto a la Top League de Japón, fichando por Panasonic Wild Knights.
En 2023, Whitelock fue seleccionado en el equipo para la Copa Mundial de Rugby de 2023 en su cuarta aparición en la copa y fue el único sobreviviente del triunfo de 2011.  El 29 de septiembre de 2023, Whitelock se convirtió en el All Black con más partidos internacionales de todos los tiempos con 149 partidos de prueba, superando a Richie McCaw, que anteriormente ostentaba el récord con 148 partidos. Tras su aparición récord contra Italia en una victoria por 96-17, Whitelock se convirtió en el segundo jugador masculino en la historia en alcanzar el hito de 150 internacionalidades; después del segunda línea galés Alun Wyn Jones. El Test Match número 150 de Whitelock fue una victoria por 73-0 sobre Uruguay el 5 de octubre.
Designado en el banquillo para el partido de cuartos de final de la Copa del Mundo contra Irlanda, Whitelock consiguió el triunfo, ya que los All Blacks evitaron por poco la derrota con un triunfo por 28-24. Whitelock reemplazó a Shannon Frizell desde el banco en la final de la Copa Mundial de Rugby de 2023, y Sudáfrica se llevó el título cuando Nueva Zelanda perdió 11-12. Whitelock, que había firmado con Pau en el Top 14 francés, se retiró del rugby internacional tras haber marcado 7 tries en 153 partidos. 

### Internacional
En 2010 fue seleccionada para el equipo de los All Blacks para la serie de tests de mitad de año, así como el Tres Naciones 2010. Debutó contra Irlanda, y marcó dos ensayos. En 2011, fue seleccionado para la Copa Mundial de Rugby de 2011 y salió de titular en el segundo partido de la fase de grupos, manteniendo esta posición durante el resto de la Copa del Mundo, que ganaron los All Blacks.
En 2015 es seleccionado para formar parte de la selección neozelandesa que participa en la Copa Mundial de Rugby de 2015.
Formó parte del equipo que ganó la final ante Australia por 34-17, entrando en la historia del rugby al ser la primera selección que gana el título de campeón en dos ediciones consecutivas.
Whitelock es otro de los jugadores que formaban el núcleo fuerte del seleccionador Steve Hansen y como era de esperar,formó parte de los All Blacks en la Copa Mundial de Rugby de 2019 en Japón donde desplegaron un brillante juego en el que ganaron todos los partidos de la primera fase excepto el partido contra Italia que formaba parte de la última jornada de la primera fase,que no se disputó debido a la llegada a Japón del Tifón Hagibis.
En cuartos de final se enfrentaron a Irlanda, partido con cierto morbo porque el XV del trébol había sido el único que había sido capaz de vencer a los All Blacks en los últimos años. Sin embargo, Nueva Zelanda desplegó un gran juego y venció por un amplio resultado de 46-14.
En semifinales jugaron ante Inglaterra donde se formó cierta polémica debido a la formación utilizada en forma de uve por el XV de la rosa a la hora de recibir la haka de los All Blacks, el partido fue posiblemente el mejor que se pudo ver en todo el campeonato, donde vencieron los ingleses por el marcador de 19-7. Whitelock un campeonato del mundo más, fue una pieza fundamental para el paquete neozelandés, ya que jugó 5 partidos siendo titular en cuatro de ellos y consiguiendo un ensayo ante la débil Namibia.

#### Participaciones en Copas del Mundo
| Mundial                       | Sede          | Resultado     | PJ | Tries |
| ----------------------------- | ------------- | ------------- | -- | ----- |
| Copa Mundial de Rugby de 2011 | Nueva Zelanda | Campeón       | 7  | 0     |
| Copa Mundial de Rugby de 2015 | Inglaterra    | Campeón       | 7  | 0     |
| Copa Mundial de Rugby de 2019 | Japón         | Tercer puesto | 5  | 1     |
| Copa Mundial de Rugby de 2023 | Francia       | Subcampeón    | 7  | 0     |

### Palmarés y distinciones notables
- Super Rugby 2017
- Super Rugby 2018
- Super Rugby 2019
- Super Rugby Aotearoa 2020
- Super Rugby Aotearoa 2021
- Super Rugby Pacific 2022
- Super Rugby Pacific 2023
- Rugby Championship 2010
- Rugby Championship 2012
- Rugby Championship 2013
- Rugby Championship 2014
- Rugby Championship 2016
- Rugby Championship 2017
- Rugby Championship 2018
- Copa Mundial de Rugby 2011
- Copa Mundial de Rugby de 2015